# Petrichus tullgreni
Petrichus tullgreni är en spindelart som beskrevs av Simon 1902. Petrichus tullgreni ingår i släktet Petrichus och familjen snabblöparspindlar. Inga underarter finns listade i Catalogue of Life.